# Francisco Palacios Alleyne
Francisco Antonio Palacios Alleyne (sinh ngày 10 tháng 12 năm 1990) là một cầu thủ bóng đá người Panama thi đấu ở vị trí hậu vệ cho San Francisco và đội tuyển quốc gia Panama.

## Sự nghiệp câu lạc bộ
Palacios chuyển đến San Francisco từ Millenium Universidad năm 2013. Palacios ghi bàn thắng đầu tiên cho câu lạc bộ vào ngày 29 tháng 4 năm 2017 trong thất bại 1–2 trên sân nhà trước Tauro.

## Sự nghiệp quốc tế
Palacios ra mắt quốc tế cho Panama vào ngày 17 tháng 4 năm 2018 trong chiến thắng giao hữu 1–0 trên sân khách trước Trinidad và Tobago. Vào ngày 14 tháng 5 năm 2018, Palacios có tên trong đội hình sơ loại của Panama tham dự Giải vô địch bóng đá thế giới 2018.